# И. А. Л. Даймонд
И. А. Л. Даймонд (известный также как Из или Изи Даймонд, англ. I. A. L. Diamond — Ай Эй Эл Даймонд, настоящее имя Ицек Домнич, рум. Iţec Domnici; 27 июня 1920, Унгены, Бессарабия — 21 апреля 1988, Беверли-Хиллз, Лос-Анджелес, Калифорния) — американский киносценарист и продюсер, работавший в тандеме с режиссёром Билли Уайлдером.
Автор сценария к серии комедий последнего, в том числе «В джазе только девушки» (1959), «Квартира» (1960), «Азарт удачи» (1966) и «Частная жизнь Шерлока Холмса» (1970). Лауреат премии «Оскар» (1960).

## Биография
Ай Эй Эл Даймонд родился под именем Ицек Домнич в приграничном бессарабском городке Унгены (теперь райцентр Унгенского района Молдовы) в семье Давида Домнича и Эльки Вальдман (1893—1961). Учился в хедере, a когда ему было 9 лет семья перебралась в США и поселилась в бруклинском районе Краун-Хайтс. Здесь Ицек учился в Средней школе для мальчиков (Boys' High School), где был известен как Исидор (или Израиль) Домнич и где проявил незаурядные способности к математике, в 1936—1937 годах победив на математических олимпиадах в штатах Нью-Йорк, Нью-Джерси и Коннектикут, в общем итоге завоевав 17 золотых медалей.
Однако после окончания школы в 1938 году он неожиданно поступил на журналистское отделение Колумбийского университета, где начал регулярно публиковаться в студенческой газете и сразу под литературным псевдонимом «И. А. Л. Даймонд» («I. A. L. Diamond»). Происхождение псевдонима доподлинно неизвестно, хотя сам Даймонд попеременно и очевидно шутливо называл его аббревиатурой The Interscholastic Algebra League (рус. Межучебная лига алгебры), в которой он состоял будучи школьником, либо «„I“ — от Изи, а „A“ и „L“ — потому, что они неплохо смотрятся после „I“».
В университете же Даймонд начал писать для «Varsity Show» (традиционное ежегодное студенческое представление в Колумбийском университете), став среди прочего единственным автором в истории этого шоу, которому довелось работать над ним на протяжении четырёх лет подряд. Писал он также и для студенческой газеты «Columbia Spectator». Хотя Даймонд и планировал продолжить обучение в магистратуре Колумбийского университета, но после необычайного успеха целиком написанных им четырёх «Varsity Show» («You’ve Got Something There» — «Что-то у тебя там есть», 1938; «Fair Enough» — «Вполне справедливо», 1939; «Life Begins in ’40» — «Жизнь начинается после сорока», 1940; и «Hit the Road» — «В путь», 1941) в 1941 году он был приглашён писать для «Нью-Йорк таймс» и бросил учёбу.
В том же году его заметили в Голливуде и он был приглашён сценаристом в компанию «Paramount Pictures», где работал до 1943 года. В этом году Даймонд перешёл в «Warner Brothers» и написал сценарий к своей первой полнометражной картине «Убийство в синей комнате» (Murder In The Blue Room). Именно в «Warner Brothers» к нему пришёл первый успех после выхода на экраны в 1946 году картины «Никогда не говори прощай» («Never Say Goodbye»), и Даймонд становится востребованным сценаристом.
В 1951—1955 годах Даймонд работал в компании «20th Century Fox», где написал сценарии к трём кинофильмам, а в 1955 году стал независимым киносценаристом и начал сотрудничество с режиссёром Билли Уайлдером, которое продолжалось 25 лет. Это сотрудничество, начиная с картины «Любовь после полудня», привело к созданию серии лучших американских комедий 1950—1960-х годов, созданию популярного комического дуэта Джека Леммона и Уолтера Маттау, к нескольким номинациям и премиям «Оскар». Всего Ай. Эй. Эл Даймонд был номинирован на премию «Оскар» четыре раза и награждён один раз.
С 1959 года Даймонд был и сценаристом и продюсером ряда фильмов тандема Даймонд—Уайлдер. Кроме того, он три раза становился лауреатом премии нью-йоркских кинокритиков («New York Film Critics Award» — в 1958, 1959 и 1960 годах) и премии писательской гильдии США («Writers Guild of America Award» — в 1957, 1959 и 1960 годах), а также лавровой премии писательской гильдии США («Writers Guild Laurel Award», 1979).
Последние годы жизни Ай. Эй. Эл. Даймонд тяжело болел и умер от рака в своём доме в Беверли-Хиллз в 1988 году. Ежегодная «премия Ай Эй Эл Даймонда» («The I. A. L. Diamond Award») с 2004 года присуждается на «Varsity Show» в апреле выпускникам Колумбийского университета или нью-йоркского колледжа Бернард («Barnard College») за достижения в области искусств. Среди лауреатов премии — Терренс МакНелли (Terrence McNally, 2004), Дженин Тезори (Jeanine Tesori, 2005), Арт Гарфанкел (2006) и Брендон Диксон (Brandon V. Dixon, 2007).
Ай. Эй. Эл. Даймонд с 21 июля 1945 года был женат на сценаристе и писательнице Барбаре Бентли (Barbara Ann Bentley, 1922—2007). В браке родился сын Пол Даймонд, телевизионный сценарист и продюсер.

## Автор сценария
- 1944 — Murder in the Blue Room (Убийство в синей комнате).
- 1946 — Two Guys from Milwaukee (Два парня из Милуоки).
- 1946 — Never Say Goodbye (Никогда не говори прощай).
- 1947 — Love and Learn (Люби и учись).
- 1948 — Always Together (Всегда вместе).
- 1948 — Romance on the High Seas (Роман в открытом море).
- 1948 — Two Guys from Texas (Два парня из Техаса).
- 1949 — The Girl from Jones Beach (Девушка с пляжа Джонс Бич). В главной роли Рональд Рейган.
- 1949 — It’s a Great Feeling (Замечательное чувство). Музыкальная комедия по рассказу Ай. Эй. Эл. Даймонда.
- 1951 — Love Nest (Любовное гнёздышко). Режиссёр Джозеф М. Ньюман. С Джун Хэвер и Мэрилин Монро.
- 1951 — Let’s Make It Legal (Давай сделаем это легально). Режиссёр Ричард Сейл[англ.]. С Клодетт Кольбер, Робертом Вагнером и Мэрилин Монро.
- 1952 — Monkey Business (Мартышкин труд). Режиссёр Говард Хоукс. В ролях: Кэри Грант, Джинджер Роджерс, Чарльз Кобёрн, Мэрилин Монро.
- 1952 — Something for the Birds (Кое-что для птичек[фр.]). Режиссёр Роберт Уайз. С Виктором Мэтьюром и Патрицией Нил.
- 1956 — That Certain Feeling (То самое чувство), по пьесе Джин Керр[англ.] «Червовый валет». Режиссёры Мелвин Фрэнк[нем.] и Норман Панама[нем.]. В ролях Боб Хоуп и Эва Мари Сейнт.
- 1957 — Love in the Afternoon (Любовь после полудня). Режиссёр Билли Уайлдер. В ролях: Одри Хепбёрн, Гэри Купер и Морис Шевалье. Режиссёр Билли Уайлдер. Премия писательской гильдии США за лучший сценарий.
- 1958 — Merry Andrew (Славный Эндрю[англ.]). Режиссёр Майкл Кидд. Музыкальная комедия.
- 1959 — Some Like It Hot (В джазе только девушки). Режиссёр Билли Уайлдер. В ролях: Мэрилин Монро, Джек Леммон, Тони Кёртис. В 2000 году Национальный институт киноискусства США назвал картину лучшей американской комедией всех времён. И. А. Л. Даймонд был номинирован на премию «Оскар» за лучший адаптированный сценарий, получил Премию писательской гильдии США за лучший сценарий. В целом картина получила один «Оскар» (за лучший дизайн костюмов) и 5 номинаций, а также 3 премии Золотой глобус.
- 1960 — The Apartment (Квартира). Режиссёр Билли Уайлдер. В ролях: Ширли МакЛэйн, Джек Леммон. Фильм получил 5 премий «Оскар» — как лучшая картина, за лучшую режиссуру (Билли Уайлдер), лучший сценарий (И. А. Л. Даймонд и Билли Уайлдер), арт-директор, монтаж. Был также номинирован на «Оскар» в 5 других категориях (лучшая мужская роль — Джек Леммон, лучшая женская роль — Ширли МакЛэйн, лучшая роль второго плана — Джек Крашен, лучшая кинематография — Джозеф ЛаШелл, звук — Гордон Сойер). Фильм получил премии британской академии кино и телевизионных искусств (BAFTA Award for Best Film) и Золотой глобус; И. А. Л. Даймонд был награждён Премией Нью-Йоркских кинокритиков (New York Film Critics Award) и премией писательской гильдии США за лучший сценарий.
- 1961 — One, Two, Three (Один, два, три). Режиссёр Билли Уайлдер. В ролях: Джеймс Кэгни, Хорст Буххольц. Музыка Андре Превина.
- 1963 — Irma la Douce (Нежная Ирма). В ролях: Джек Леммон и Ширли МакЛейн.Режиссёр Билли Уайлдер. Музыка Андре Превина.
- 1964 — Kiss Me, Stupid (Поцелуй меня, глупенький). Режиссёр Билли Уайлдер. В ролях: Дин Мартин и Ким Новак. Музыка Андре Превина, слова песен Айры Гершвина (1896—1983).
- 1966 — The Fortune Cookie (Азарт удачи). Первая картина с участием дуэта Джек Леммон — Уолтер Маттау. Режиссёр Билли Уайлдер. Музыка Андре Превина. И. А. Л. Даймонд был номинирован на премию «Оскар» за лучший оригинальный сценарий.
- 1969 — Cactus Flower (Цветок кактуса), по одноимённой пьесе Пьера Барейе[фр.] и Жан-Пьера Греди[фр.]. Режиссёр Джин Сакс[англ.]. С Уолтером Маттау, Ингрид Бергман и Голди Хон.
- 1970 — The Private Life of Sherlock Holmes (Личная жизнь Шерлока Холмса). Режиссёр Билли Уайлдер. В ролях: Тамара Туманова (1919—1996), Кристофер Ли. Ай. Эй. Эл. Даймонд был номинирован на премию «Оскар» за лучший оригинальный сценарий.
- 1972 — Avanti! (Аванти!). Режиссёр Билли Уайлдер. В главной роли Джек Леммон. Ай. Эй. Эл. Даймонд номинирован на премию «Золотой глобус» в числе шести номинаций картины (Джек Леммон выиграл премию за лучшую мужскую роль).
- 1974 — The Front Page (Первая полоса). Режиссёр Билли Уайлдер. В ролях: Джек Леммон, Уолтер Маттау, Сьюзен Сэрэндон.
- 1978 — Fedora (Федора). Режиссёр Билли Уайлдер. В ролях: Уильям Холден, Марта Келлер, Генри Фонда, Марио Адорф, Майкл Йорк.
- 1981 — Buddy Buddy (Друг-приятель). По пьесе Франсиса Вебера и его сценарию к фильму «Зануда». С Уолтером Маттау и Джеком Леммоном в главных ролях. Последняя картина как Ай. Эй. Эл. Даймонда, так и Билли Уайлдера.

## Продюсер
- 1959 — Some Like It Hot (В джазе только девушки)
- 1960 — The Apartment (Квартира)
- 1961 — One, Two, Three (Один, два, три)
- 1963 — Irma la Douce (Нежная Ирма)
- 1964 — Kiss Me, Stupid (Поцелуй меня, глупенький)
- 1966 — The Fortune Cookie (Азарт удачи)
- 1970 — The Private Life of Sherlock Holmes (Личная жизнь Шерлока Холмса)
- 1978 — Fedora (Федора)

## Сценарии, изданные отдельными книгами
- Some Like It Hot. New American Library: Нью-Йорк, 1959.
- Irma La Douce. Midwood-Tower: Нью-Йорк, 1963.
- The Apartment and The Fortune Cookie. Praeger: Нью-Йорк, 1970.